# 缰纹多棘鳞鲀
缰纹多棘鳞鲀（学名：Sufflamen fraenatus）为鳞鲀科多棘鳞鲀属的鱼类，俗名黄纹鼓气鳞鲀。分布于台湾岛等。